# Viaduc de Dannemarie
Le viaduc de Dannemarie, également connu sous le nom de viaduc de la Largue, est un pont ferroviaire de la ligne de Paris-Est à Mulhouse-Ville qui franchit la vallée de la Largue. Il est situé sur le territoire des communes  de Dannemarie et Manspach, dans le Haut-Rhin en région Grand Est.
Construit entre 1855 et 1858 dans le cadre des travaux d'établissement de la ligne de Paris à Bâle de la Compagnie des chemins de fer de l'Est, il est partiellement détruit puis reconstruit à quatre reprises à la suite de faits de guerre en 1870, 1914, 1915 et 1944.

## Situation ferroviaire
Le viaduc de Dannemarie est situé au point kilométrique (PK) 463,590 de la ligne de Paris-Est à Mulhouse-Ville, entre les gares de Valdieu et de Dannemarie. Comme la ligne, il comporte une double voie à écartement normal.

## Description
Le viaduc de Dannemarie, de type pont en arc maçonné, mesure 493 m de longueur totale et comporte 42 arches de 8,6 m plus une principale de 25 m d'ouverture qui franchit la Largue. Sa hauteur maximale atteint 18 m.

## Histoire

### Construction
La liaison ferroviaire Mulhouse-Belfort a nécessité la construction de deux viaducs de part et d'autre de Dannemarie, distants de 2,5 km. C'est l'ingénieur d'Aigremont qui en a assuré la maîtrise d'œuvre.
Le plus petit, du côté de Ballersdorf et en direction de Mulhouse, mesure 380 m de longueur et franchit le Rossbaechel. Il comprend 26 000 m3 de maçonnerie, soit 9 millions de briques cuites sur place.
Le plus grand, objet du présent article et appelé Grand Viaduc, traverse la Largue du côté de Retzwiller en direction de Belfort. Il est constitué de 40 000 m3 de maçonnerie, soit 14 millions de briques.
Son minage avait été prévu dès sa construction, les piles de part et d'autre de la travée principale du Grand Viaduc comportant chacune une niche à cet effet.

### Première destruction (1870)
Au cours de la guerre franco-allemande de 1870, le pont a été dynamité par les troupes françaises sous les ordres du capitaine Édouard Thiers le 1er novembre 1870 afin de ralentir la progression des prussiens vers Belfort et sa trouée, cette ville se préparant à son siège imminent.

### Deuxième et troisième destructions (1914-1915)
Au cours de la Première Guerre mondiale, Dannemarie avait été reconquise dès le 7 août 1914 par les troupes françaises qui en avaient fait un centre névralgique important.
Le 26 août 1914, le pont avait été sapé par les troupes françaises pour le rendre impraticable puis reconstruit dans la foulée ; à peine achevé le 30 mai 1915, c'est une salve d'obus allemands de gros calibre qui a coupé le pont. Bien plus endommagé que par une sape « propre », il n'a été reconstruit qu'après-guerre.

### Quatrième destruction (1944)
Au cours de la Seconde Guerre mondiale et durant la reconquête alliée sur le front de l'Ouest, les troupes allemandes ont endommagé ce pont (parmi bien d'autres çà et là) pour ralentir la progression des Alliés vers l'Alsace et l'Allemagne.

## Panoramique du viaduc

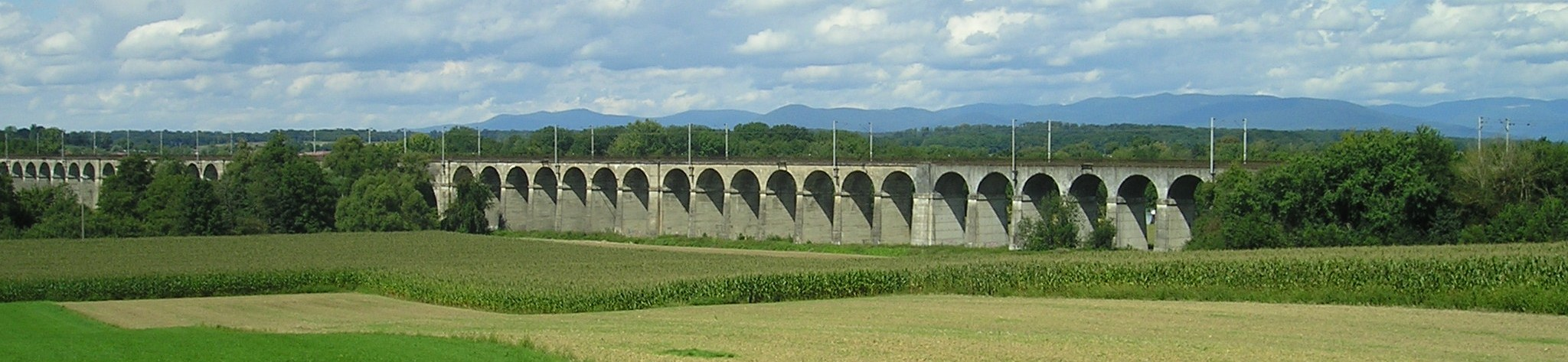
Le viaduc de Dannemarie. La travée principale est grandement masquée par les arbres de gauche situés sur les rives de la Largue